# Villa Majorelle
Villa Majorelle är ett bostadshus i jugend i Nancy i Frankrike. Huset var bostad och ateljé för den franske möbelformgivaren  Louis Majorelle. Det ritades av Henri Sauvage (1873–1932) och uppfördes 1901–1902 och är en av de första byggnaderna i art nouveau i Frankrike. Det användes för att visa upp verk av Louis Majorelle och andra samtida konsthantverkare, som keramikern Alexandre Bigot och glaskonstnären Jacques Gruber. Huset ägs idag av staden Nancy och är öppet för grupper av besökare efter överenskommelse.

## Historik

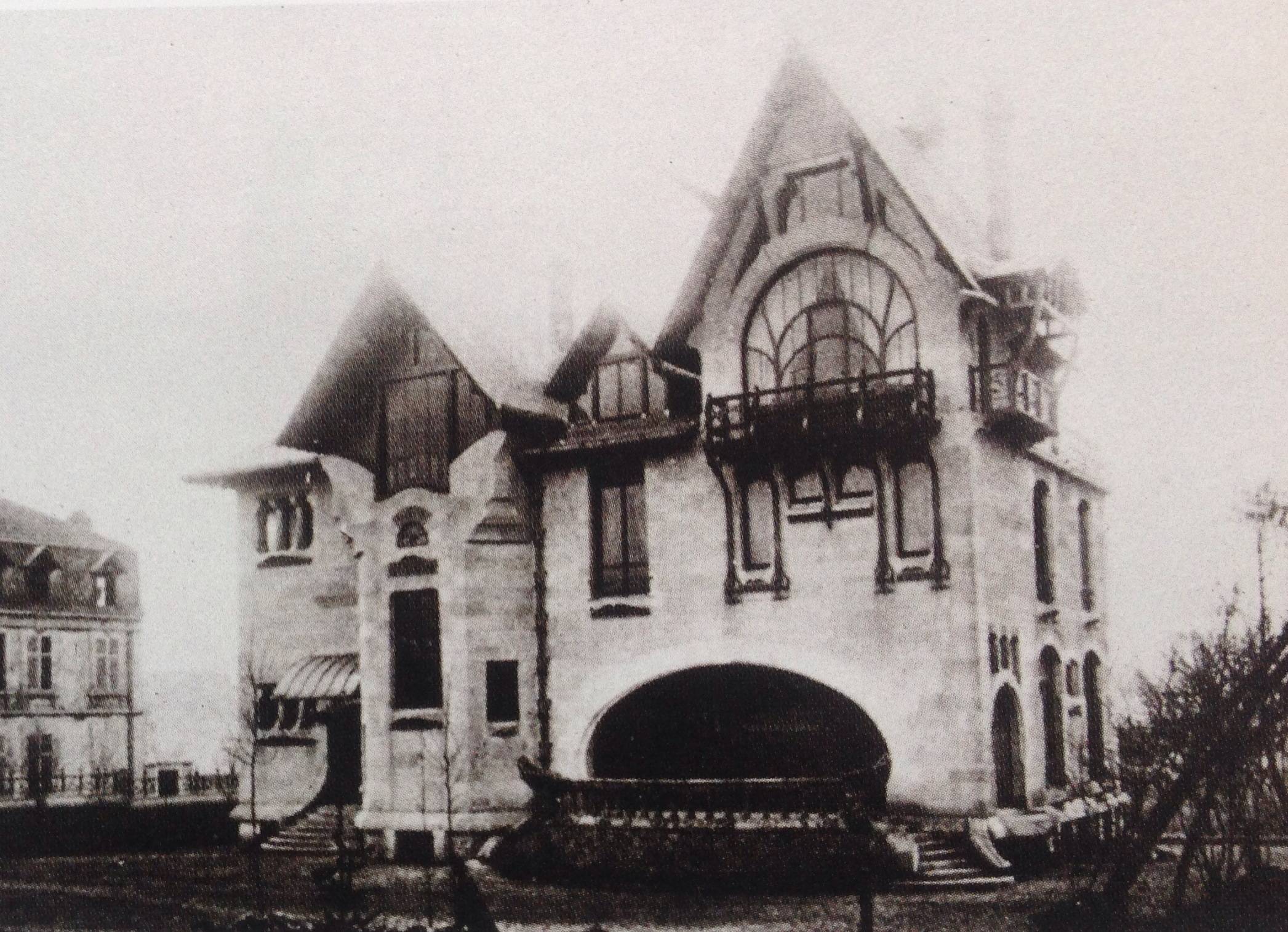
Fasaden åt norr på Villa Majorelle 1904

Louis Majorelle hade 1879 övertagit ett av fadern 1860 grundat möbelföretag i  Nancy, under en period då befolkningstalet i staden växte kraftigt. Detta ledde till att Majorelle utökade företaget. År 1897 köpte han en tomt väster om och utanför Nancy, där han lät uppföra en ny möbelfabrik. Därefter uppfördes en ny bostad nära fabriken.
Han anlitade den då 24-årige arkitekten Henri Sauvage, för vilken detta var det första uppdraget. Sauvage fick hjälp av fabrikens arkitekt Lucien Weissenburger (1860-1829).
Efter det att huset färdigställts 1902, utnyttjade Majorelle det som reklam för sina verk och sitt företag. Huset uppmärksammades därmed och det ledde till  en framgångsrik karriär för Henri Sauvage. Han fick bland annat uppdraget att rita inredningen till Café de Paris i Paris.
Louis Majorelle inrättade sin ateljé i husets översta våning, med utsikt över landskapet. Han döpte huset till Villa Jitka efter sin fru. När det byggdes omgavs det av en park på 3,5 hektar, inklusive en trädgård på ett hektar på framsidan av huset.
Majorelle dog 1926 och bitar av marken såldes av efter hand. Majorelles fabrik stängdes 1931 och den omgivande parken minskades drastiskt i omfång. Majorelles son, som var målare, hade svag hälsa, flyttade till Marakech i Marocko och tog med sig en stor del av möblerna. Huset såldes till statens vägmyndighet och användes som kontor, varvid interiören ändrades. Huset blev dock 1975 byggnadsminne. Därefter köptes huset av staden Nancy. Det används delvis som kontor.

## Bildgalleri – exteriör

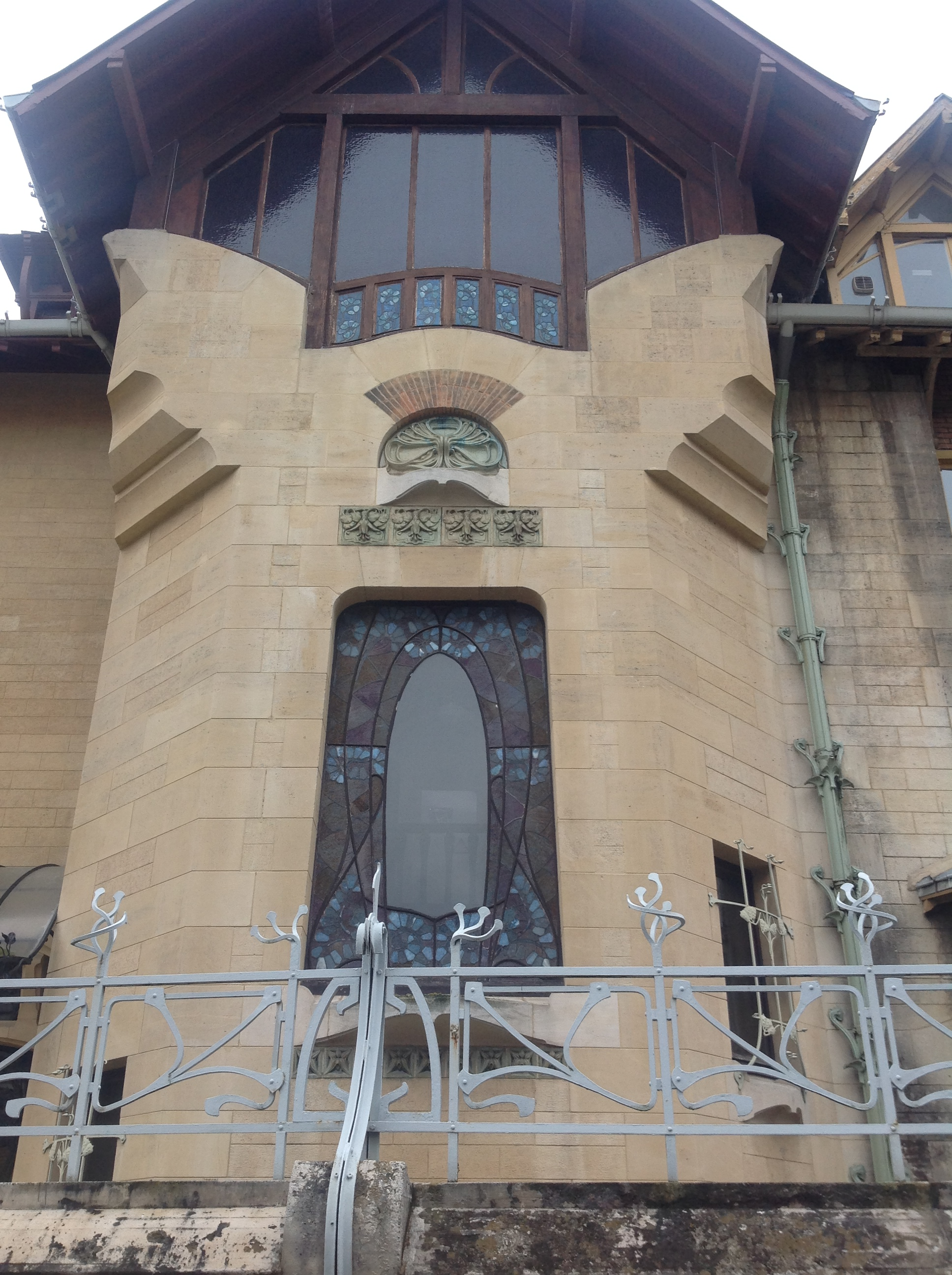
Trapphusets fasad
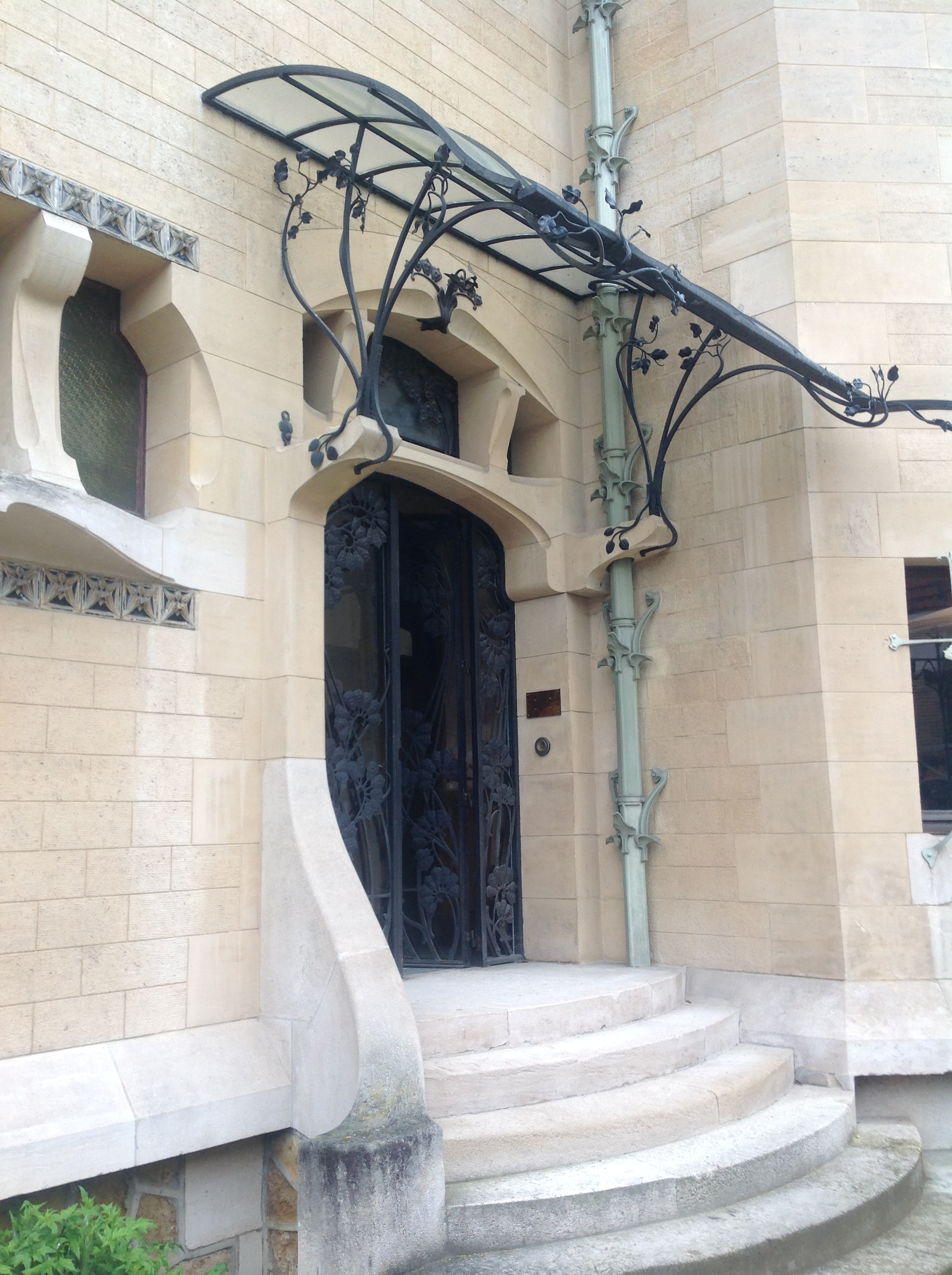
Ingången
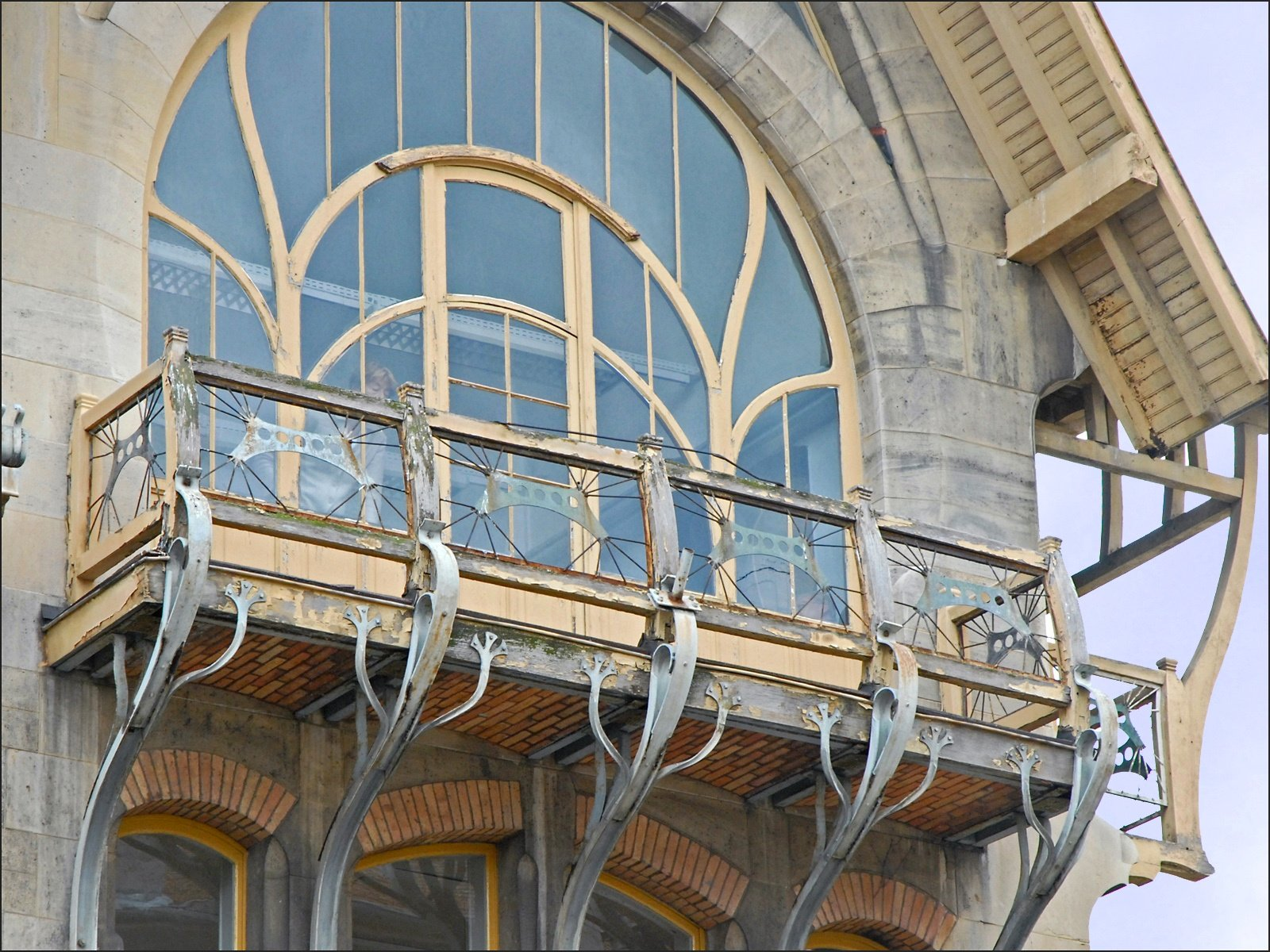
Fönster till ateljén
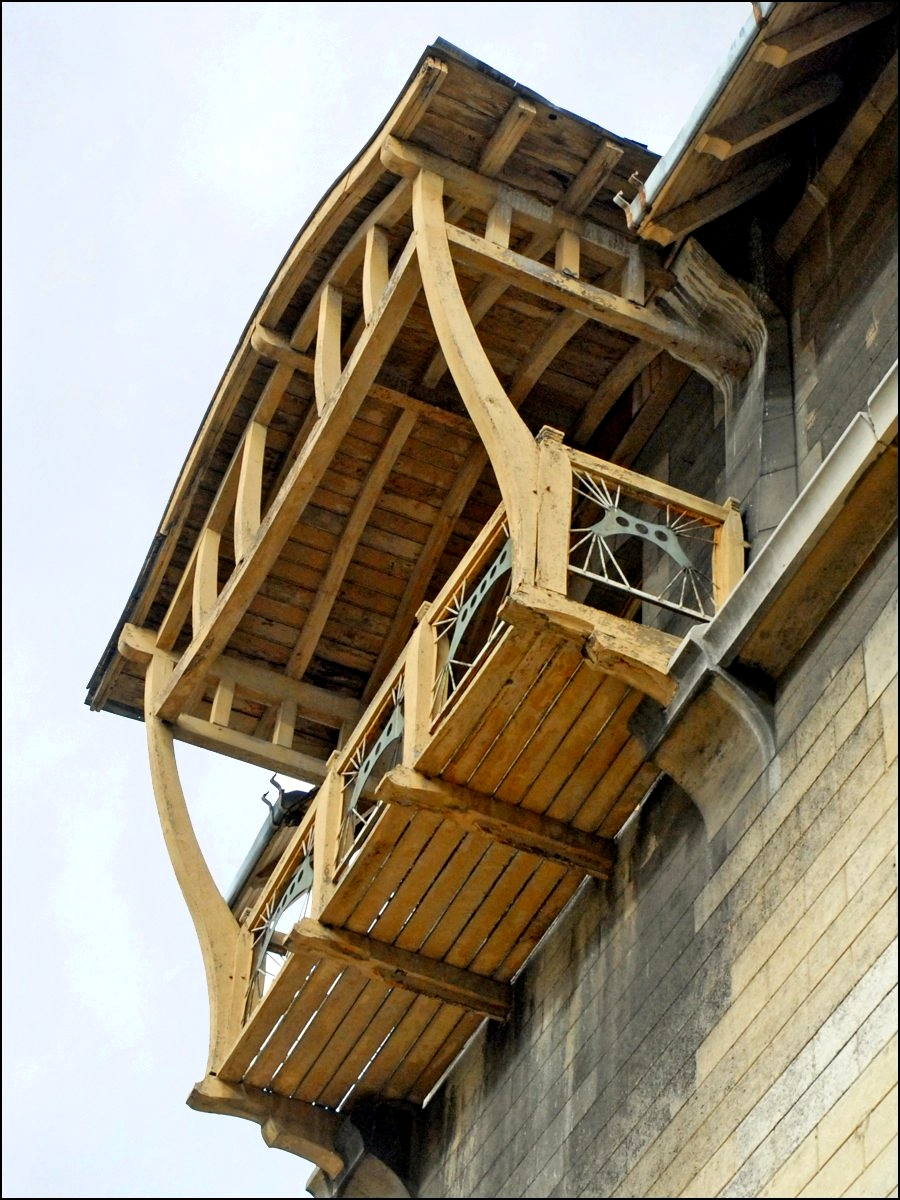
Loggia på västra fasaden, utanför ateljén
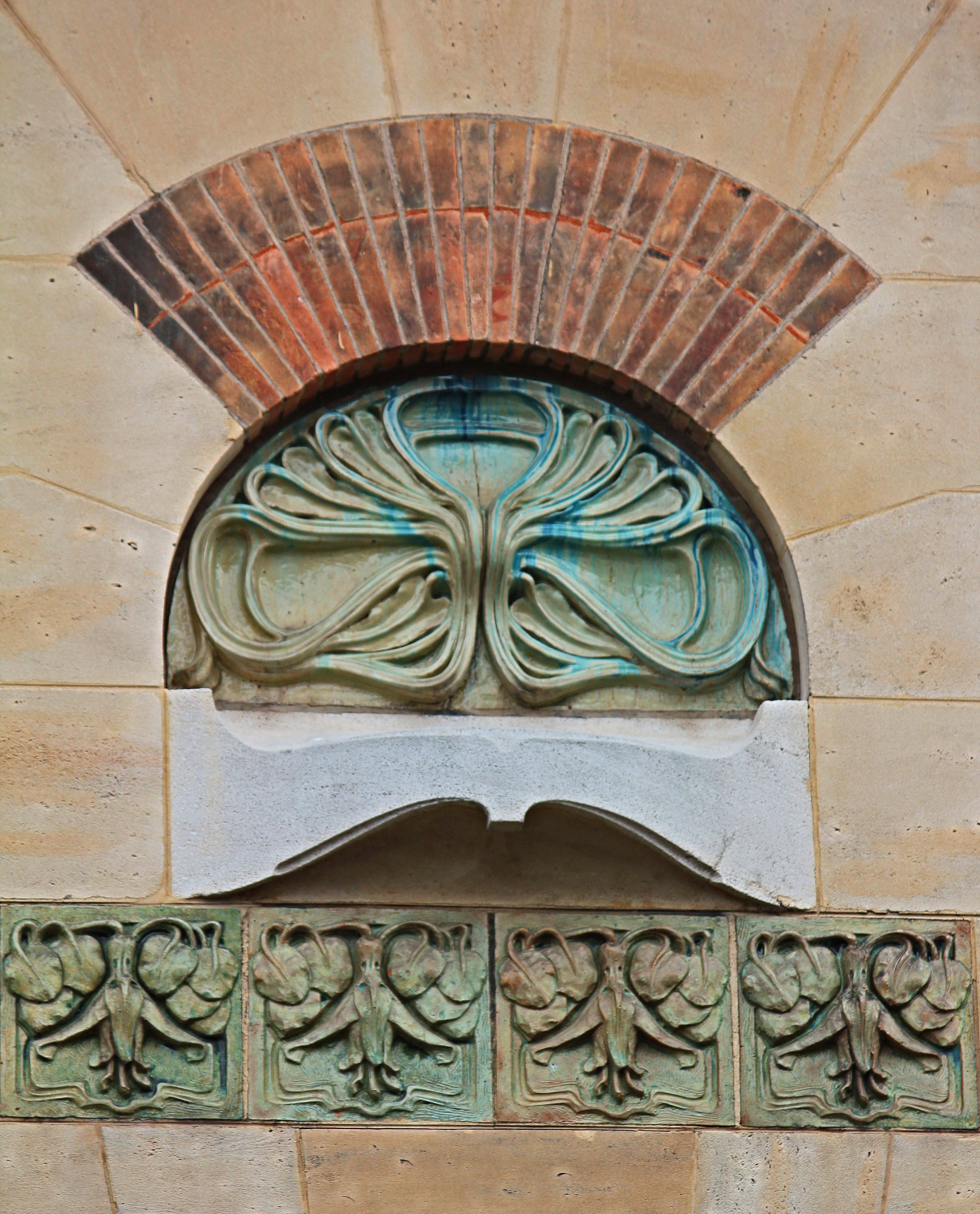
Keramisk väggdekoration av Alexandre Bigot
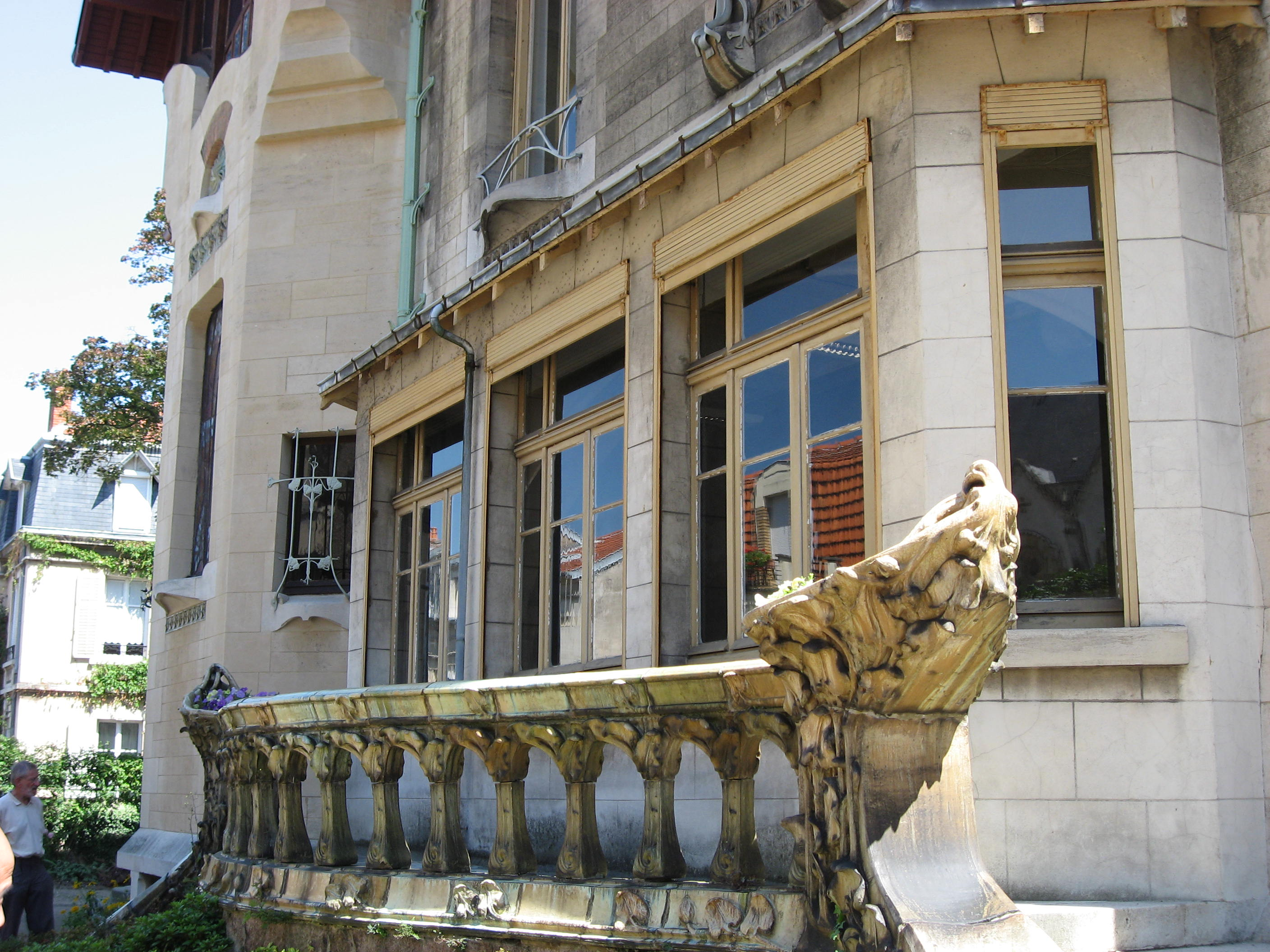
Terrassbalustrad i keramik av Alexandre Bigot
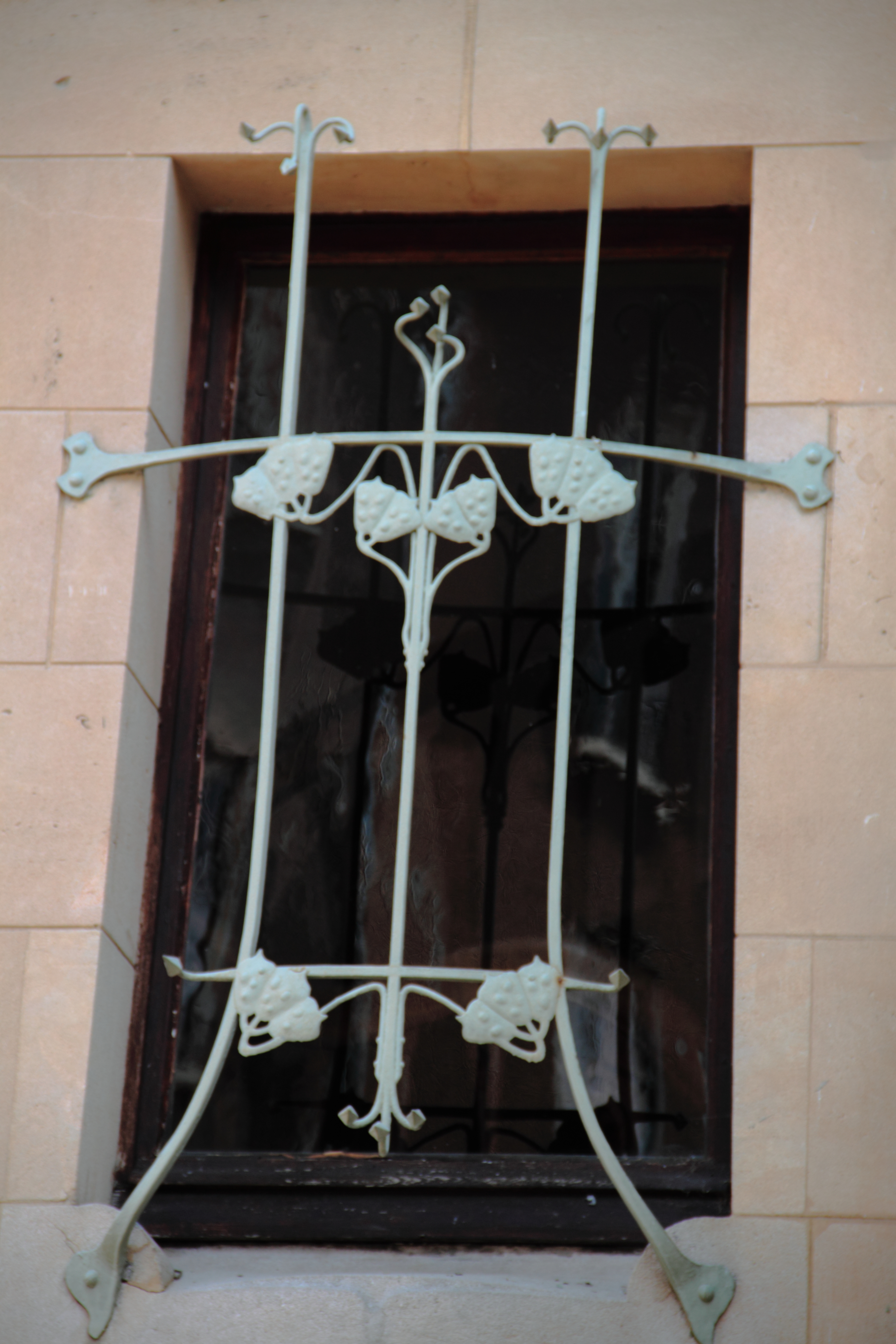
Fönstergaller

## Bildgalleri – interiör

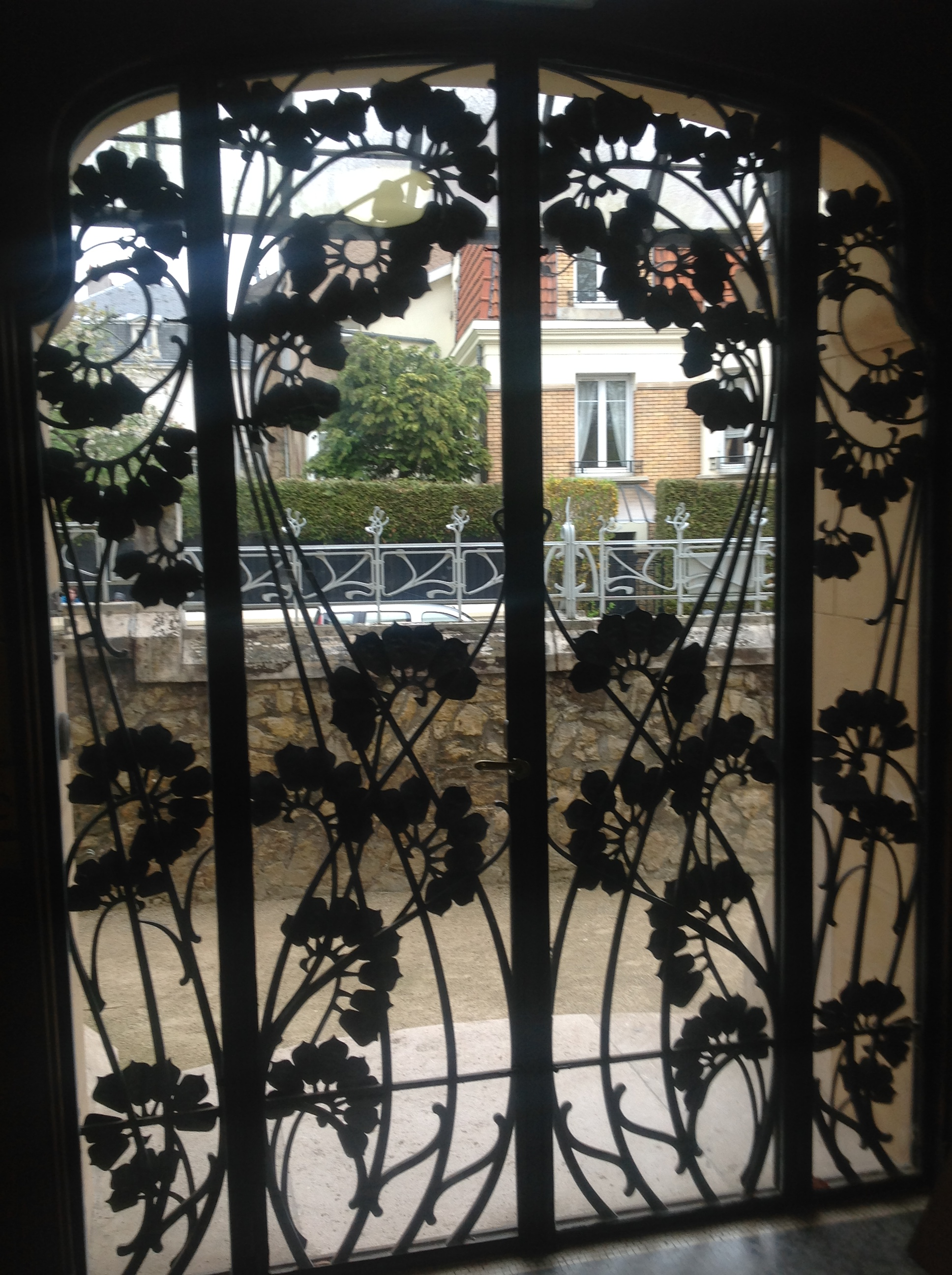
Galler i smide innanför
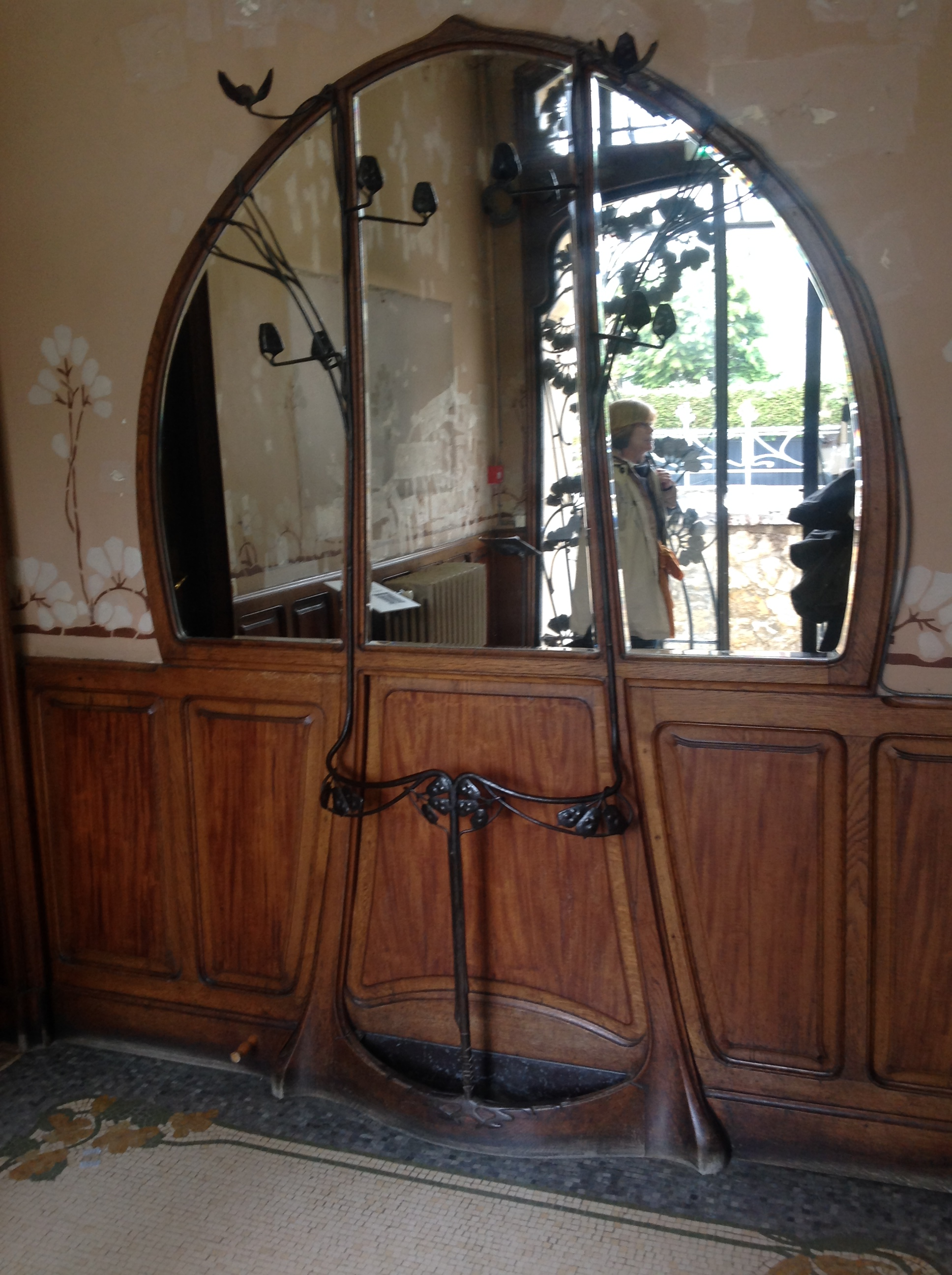
Spegel och paraplyställ i vestibulen
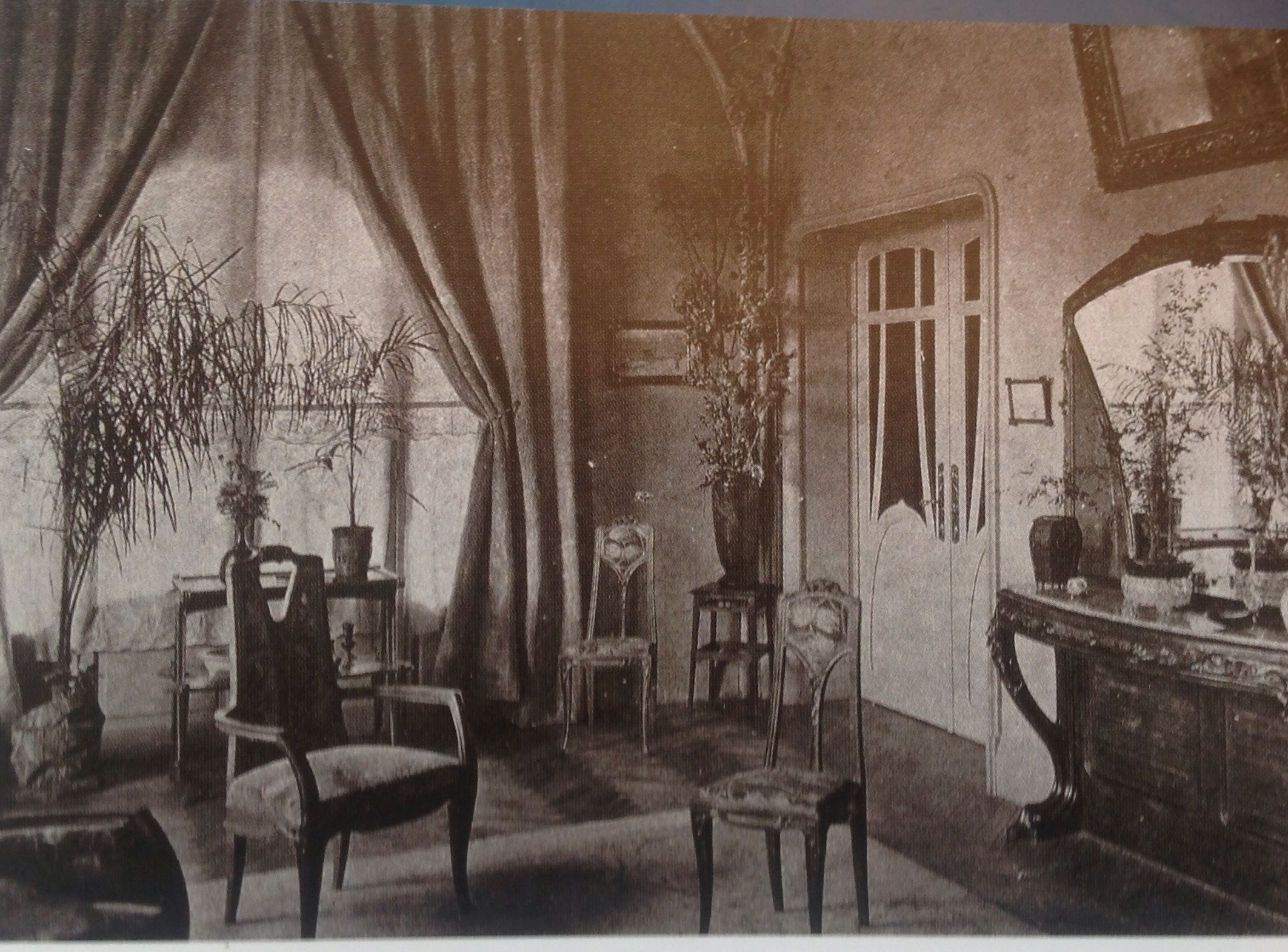
Salongen, 1904
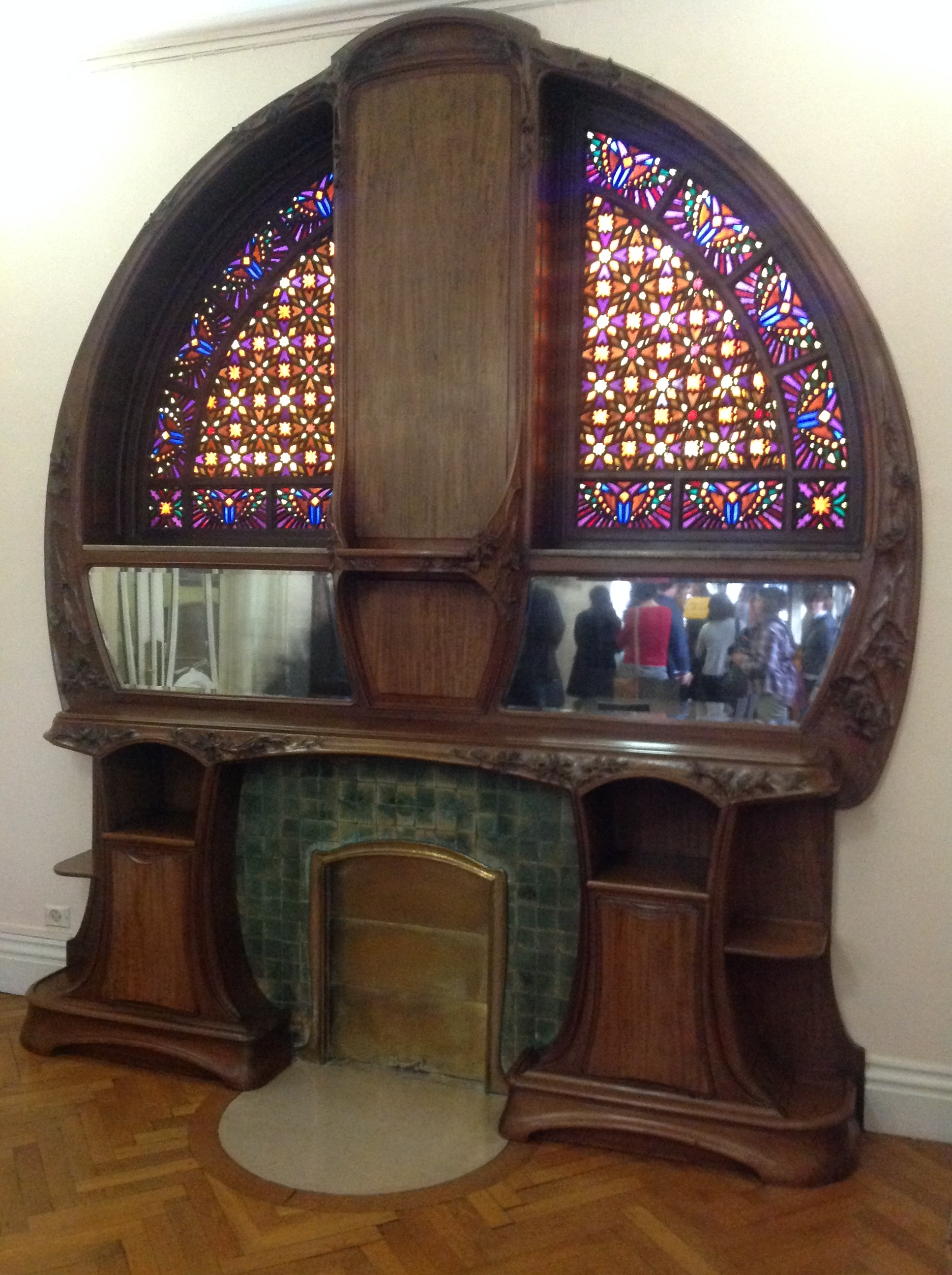
Spisen i salongen idag, med senare tillagd dekoration av färgat glas av Jacques Majorelle
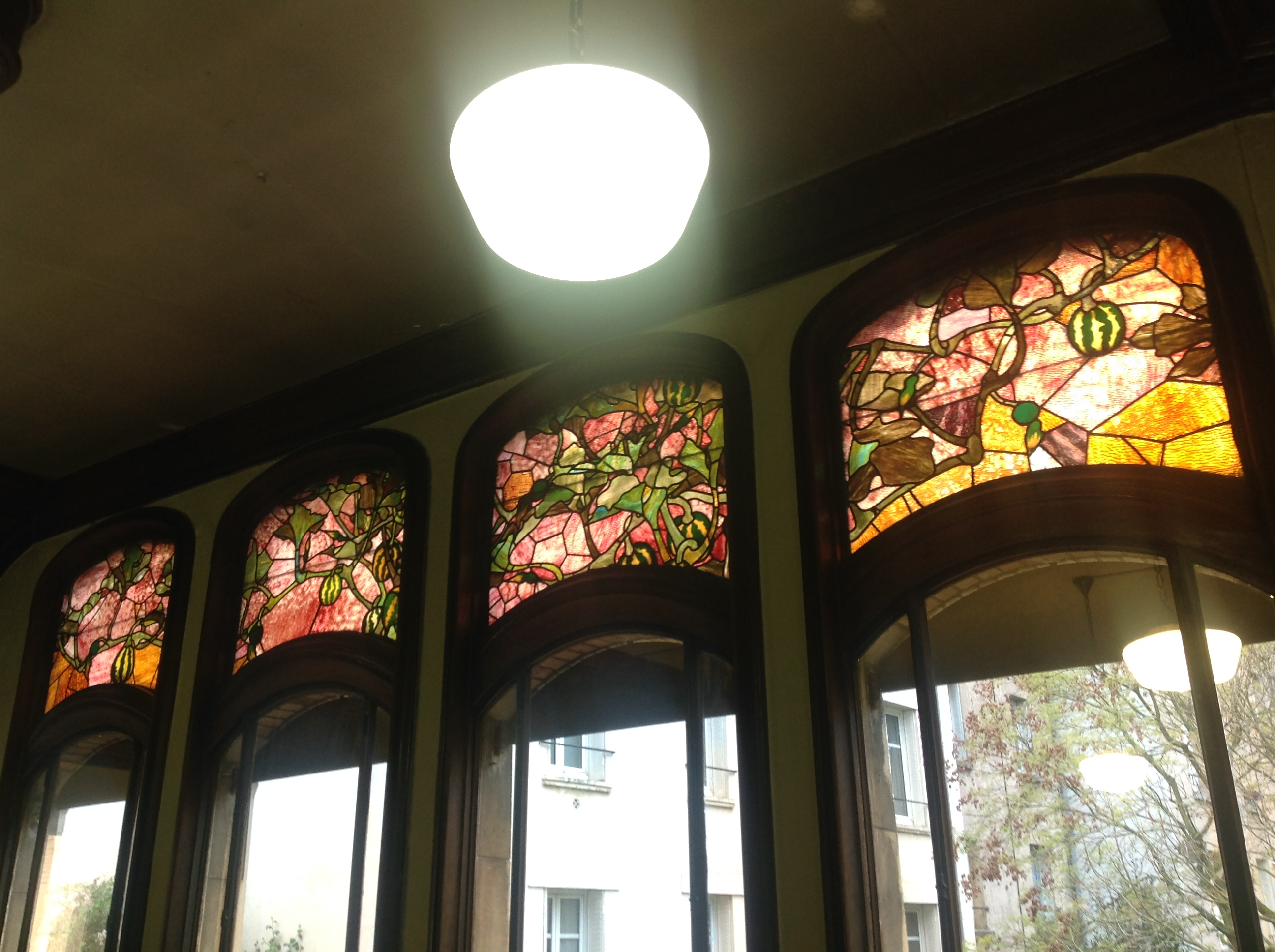
Fönstren i matsalen av Jacques Gruber
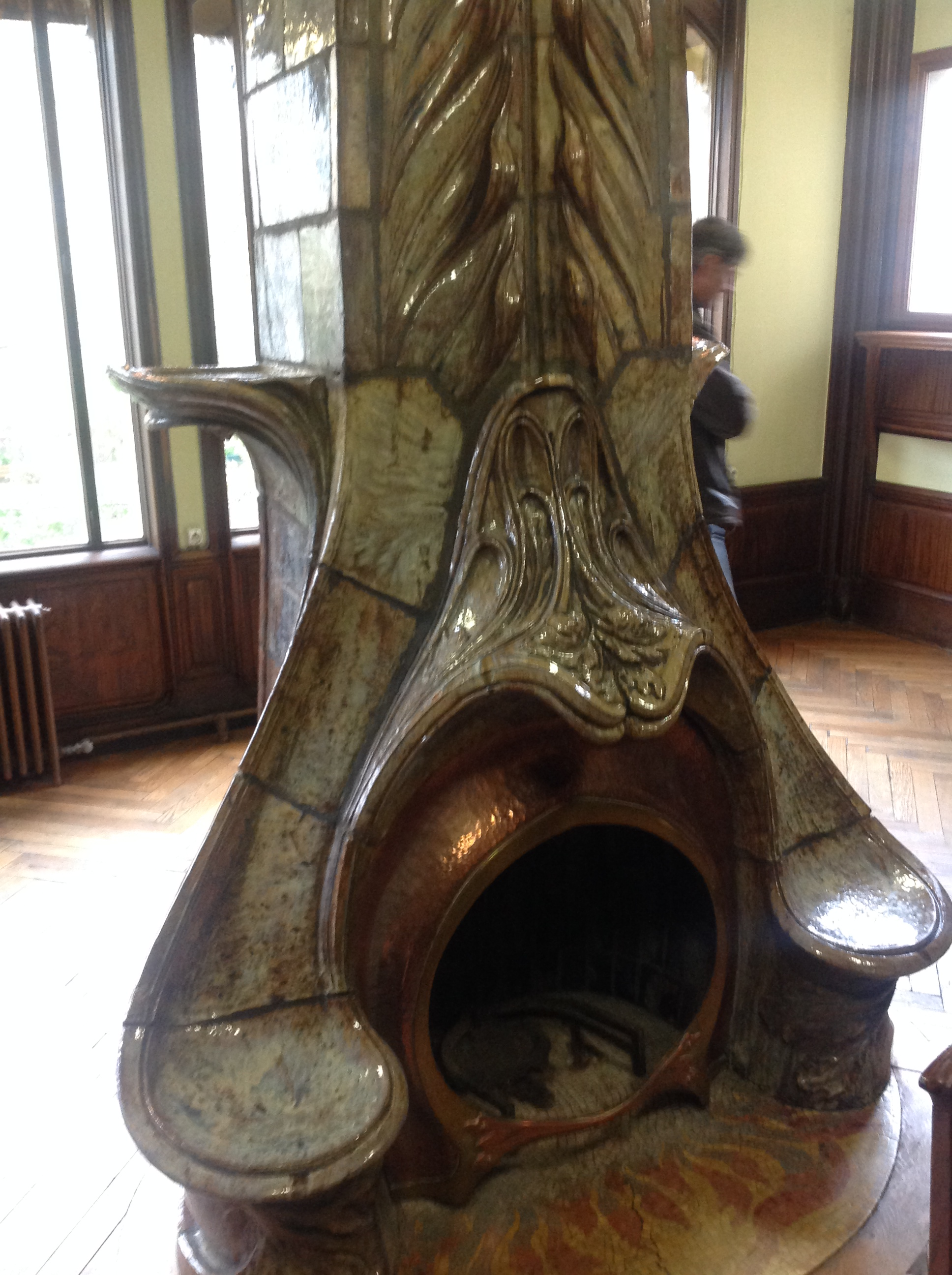
Keramikspisen i matsalen/rökrummet av Alexandre Bigot
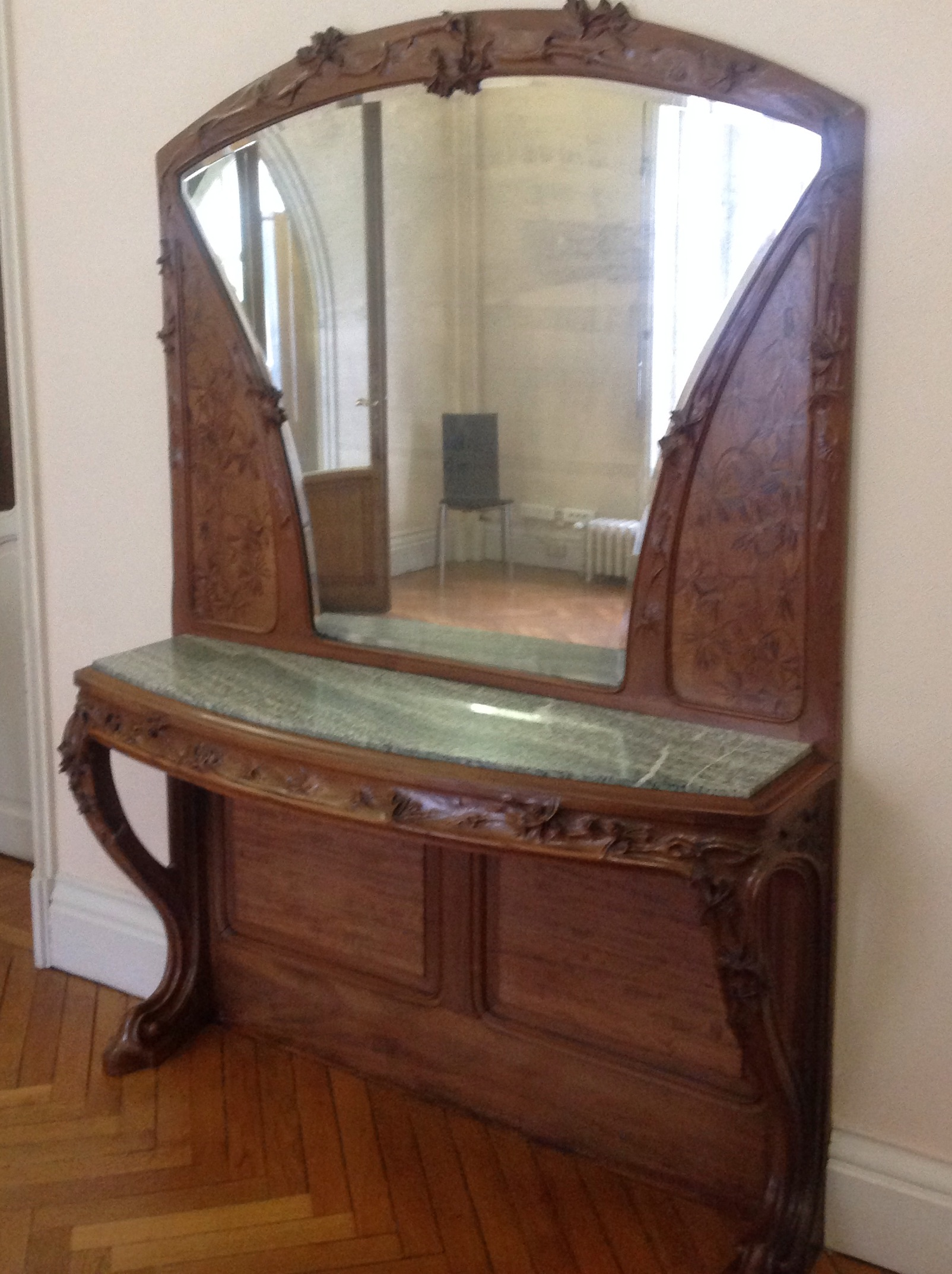
Möbel av Louis Majorelle i salongen